# Max Perathoner
Max Perathoner (18 gennaio 2003) è uno sciatore alpino italiano.

## Biografia
Originario di Selva di Val Gardena e figlio di Alan e Ylvie Runggaldier, a loro volta sciatori alpini, Max Perathoner, specialista delle prove veloci attivo dal novembre del 2019, ha esordito in Coppa Europa l'11 dicembre 2021 a Santa Caterina Valfurva in discesa libera (85º). Ai Mondiali juniores di Alta Savoia 2024 ha vinto la medaglia d'oro nel supergigante e nella combinata a squadre e quella di bronzo nella discesa libera; ha debuttato in Coppa del Mondo il 22 marzo dello stesso anno a Saalbach-Hinterglemm in supergigante (22º) e il 12 dicembre successivo ha conquistato il primo podio in Coppa Europa, a Santa Caterina Valfurva in discesa libera (2º). Non ha preso parte a rassegne olimpiche o iridate.

## Palmarès

### Mondiali juniores
- 3 medaglie:
  - 2 ori (supergigante, combinata a squadre ad Alta Savoia 2024)
  - 1 bronzo (discesa libera ad Alta Savoia 2024)

### Coppa Europa
- Miglior piazzamento in classifica generale: 17º nel 2025
- 2 podi:
  - 1 secondo posto
  - 1 terzo posto